# Metropolia Kisangani
Metropolia Kisangani – jedna z 6 metropolii kościoła rzymskokatolickiego w Demokratycznej Republice Konga. Została ustanowiona 10 listopada 1959 jako metropolia Stanleyville, 30 maja 1966 zmieniono nazwę na obecną.

## Diecezje
- Archidiecezja Kisangani
  - Diecezja Bondo
  - Diecezja Bunia
  - Diecezja Buta
  - Diecezja Doruma-Dungu
  - Diecezja Isangi
  - Diecezja Isiro-Niangara
  - Diecezja Mahagi-Nioka
  - Diecezja Wamba

## Metropolici
- Nicolas Kinsch (1959–1967)
- Augustin Fataki Alueke (1967–1988)
- Laurent Monsengwo Pasinya (1988–2007)
- Marcel Utembi (od 2007)